# Live!!
Live!! är ett livealbum av bandet Screaming Headless Torsos, utgivet 2001. Det är inspelat under två konserter i september 1996 på Knitting Factory i New York.

## Låtlista
1. "Just for Now" (Dean Bowman/David Fiuczynski) - 4:12
2. "Smile in a Wave" (Musik: Miles Davis – text, arr. David Fiuczynski) - 5:12
3. "Jazz is the Teacher" (James Ulmer – arr. David Fiuczynski) - 5:17
4. "Blue in Green" (Musik: Bill Evans – text, arr. David Fiuczynski) - 8:49
5. "Word to Herb" (Musik: Jojo Mayer – text: Dean Bowman) - 7:30
6. "Hope" (David Fiuczynski) - 5:40
7. "Vinnie" (David Fiuczynski) - 6:13
8. "Darryl Dawkins' Sound of Love" (Dean Bowman/David Fiuczynski) - 4:21
9. "Kermes Macabre" (David Fiuczynski) - 11:13
10. "Dig a Pony" (Lennon/McCartney) - 7:29

## Medverkande
- Dean Bowman - sång
- David Fiuczynski - gitarr
- Fima Ephron - bas
- Daniel Sadownick - slagverk
- Gene Lake - trummor